# 코리아컵 득점상
이 문서는 코리아컵에서 득점상을 수상한 선수들의 목록이다.

## 득점상
※ 득점상 대상자가 다수일 경우 출전 경기 수가 작은 선수 그 다음 출전 시간이 적은 선수 순서에 따라 결정한다.

※ 득점기록 산출은 32강전부터 적용하며, 4골 이상 득점한 선수에 한하여 시상하며, 본 대회 1, 2라운드의 득점기록은
득점상 수상자 선정시 포함하지 않는다.(2007년까지는 3골 이상 득점한 선수에 한하였다.)

※ 최다 득점자가 3명 이상일 경우 시상 취소 규정으로 인해 2002, 2003, 2007 대회는 득점상 수상자 없음.

※ 4골 이상 득점한 선수에 한하여 시상 규정으로 인해 2012, 2013, 2015 대회는 득점상 수상자 없음.
| 시즌 | 선수        | 구단               | 득점 |
| ---- | ----------- | ------------------ | ---- |
| 1996 | 데니스      | 수원 삼성 블루윙즈 | 4    |
| 1997 | 노상래      | 전남 드래곤즈      | 6    |
| 1998 | 김종건      | 울산 현대 호랑이   | 5    |
| 1999 | 최용수      | 안양 LG 치타스     | 5    |
| 2000 | 세자르      | 전남 드래곤즈      | 4    |
| 2001 | 김은중      | 대전 시티즌        | 4    |
| 2001 | 최성국      | 고려대학교         | 4    |
| 2002 | 수상자 없음 | -                  | -    |
| 2003 | 수상자 없음 | -                  | -    |
| 2004 | 왕정현      | FC 서울            | 5    |
| 2004 | 정조국      | FC 서울            | 5    |
| 2005 | 밀톤        | 전북 현대 모터스   | 6    |
| 2006 | 장남석      | 대구 FC            | 3    |
| 2007 | 수상자 없음 | -                  | -    |
| 2008 | 김동찬      | 경남 FC            | 6    |
| 2009 | 스테보      | 포항 스틸러스      | 5    |
| 2010 | 지동원      | 전남 드래곤즈      | 5    |
| 2010 | 인디오      | 전남 드래곤즈      | 5    |
| 2011 | 고슬기      | 울산 현대 축구단   | 4    |
| 2012 | 수상자 없음 | -                  | -    |
| 2013 | 수상자 없음 | -                  | -    |
| 2014 | 카이오      | 전북 현대 모터스   | 4    |
| 2015 | 수상자 없음 | -                  | -    |
| 2016 | 아드리아노  | FC 서울            | 5    |
| 2017 | 수상자 없음 | -                  | -    |
| 2018 | 세징야      | 대구 FC            | 5    |
| 2019 | 염기훈      | 수원 삼성 블루윙즈 | 5    |
| 2020 | 구스타보    | 전북 현대 모터스   | 4    |

## 같이 보기
- 코리아컵
- 코리아컵 MVP
- K리그 득점상
- 대한축구협회